# 스테빈스-휫퍼드 효과
스테빈스-휫퍼드 효과(Stebbins-Whitford effect)는 1948년에 조엘 스테빈스(영어: Joel Stevins)와 앨버트 휫퍼드(영어: Albert Whitford)가 발견한 타원 은하 스펙트럼의 과다한 적색 편이 현상을 가리키는 말이다. 스테빈스와 휫퍼드의 관측에서, 타원 은하의 스펙트럼은 에드윈 허블의 적색 편이 이론에서 예측한 값보다 더 큰 편이를 보였다. 스펙트럼이 적색편이한 정도는 은하의 거리에 비례하였다.
스테빈스-휫퍼드 효과는 타원 은하에서만 발견되며, 나선 은하는 이 효과가 나타나지 않는다. 이 효과에 대한 개연성 있는 설명 중 하나는 젊은 은하가 오래된 은하에 비해 더 많은 적색 거성을 포함한다는 것이었다. 정상 우주론에 의하면, 이러한 형태의 진화는 불가능하다. 수 년 후 동일한 자료를 분석했을 때, '스테빈스-휫퍼드 효과'를 주장하기에는 자료들이 부정확하다는 결론이 되출되었다. 추가적인 관측 및 분석이 진행된 이후, 1956년에 휫퍼드는 주장을 철회하였다.